# 埃伊市镇
埃伊市镇是法罗群岛东岛西北部的市镇。东边为鲁纳维克市镇，南边和东边为松达市镇。市镇面积为37平方公里，2021年1月时市镇人口数量为767人。
埃伊湖位于此市镇内。建于1987年的法罗群岛上最大水电站埃伊电站位于湖边。

## 历史
埃伊村最早提及于14世纪，但据碳测年计算，维京人早在9世纪就在此地居住。1872年在包括当今埃伊市镇的范围内成立了一个市镇。1879年埃伊居民表示希望成为一个独立的市镇，并在1894年取得了独立市镇的地位。1943年市镇一分为二，市镇六个村庄中的三个成立为松达市镇，并在1944年1月1日正式生效。自此以后埃伊市镇的边界没有变动过。

## 体育
本地的足球俱乐部曾经是成立于1913年的埃伊球会。但是在1993年与Streymur Hvalvik合并为EB/斯特雷穆尔。该足球俱乐部的主场位于松达市镇的斯特雷姆内斯村。

## 图集

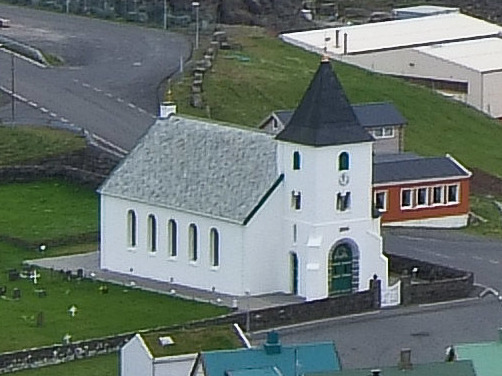
埃伊教堂
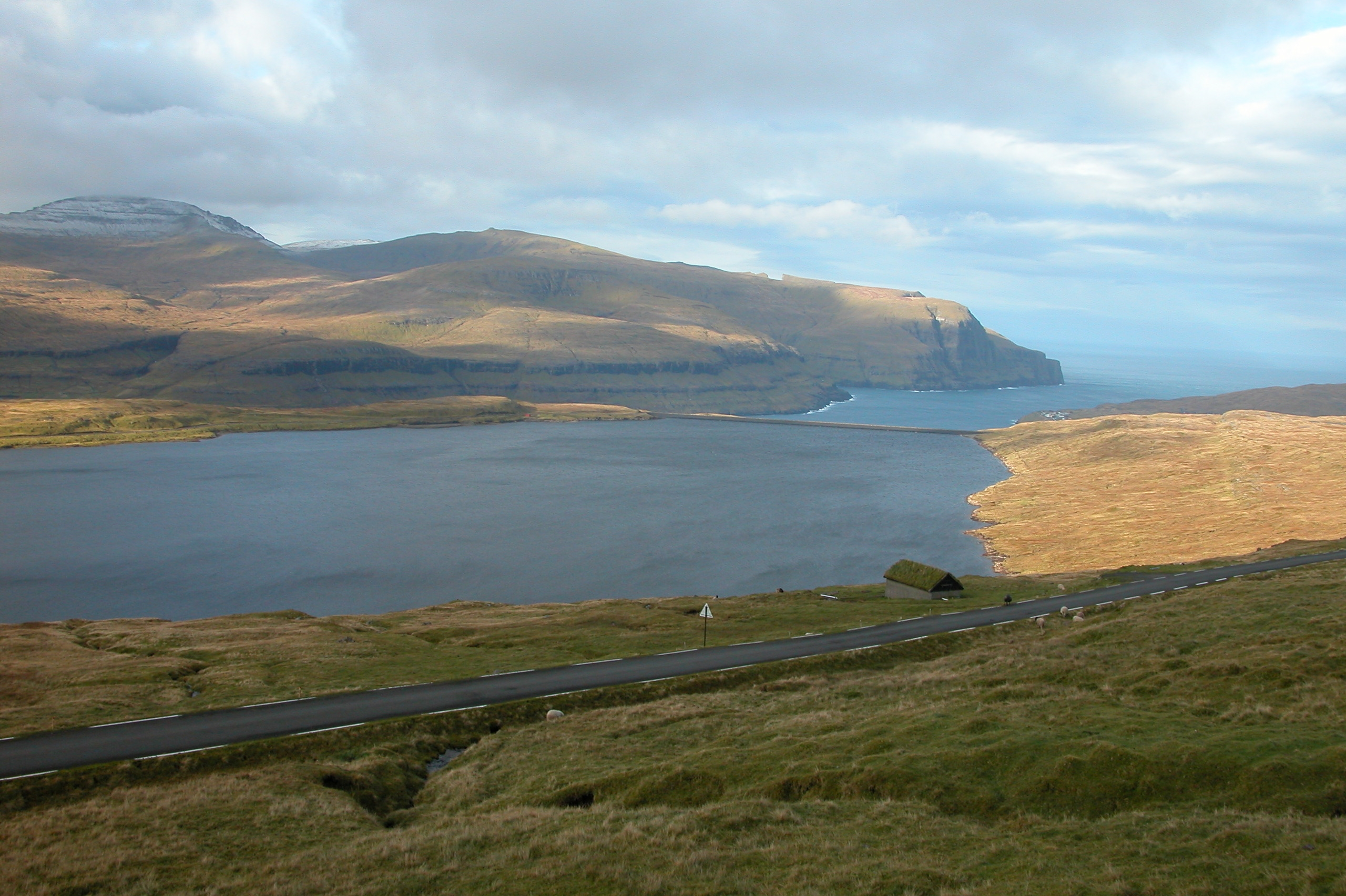
埃伊湖
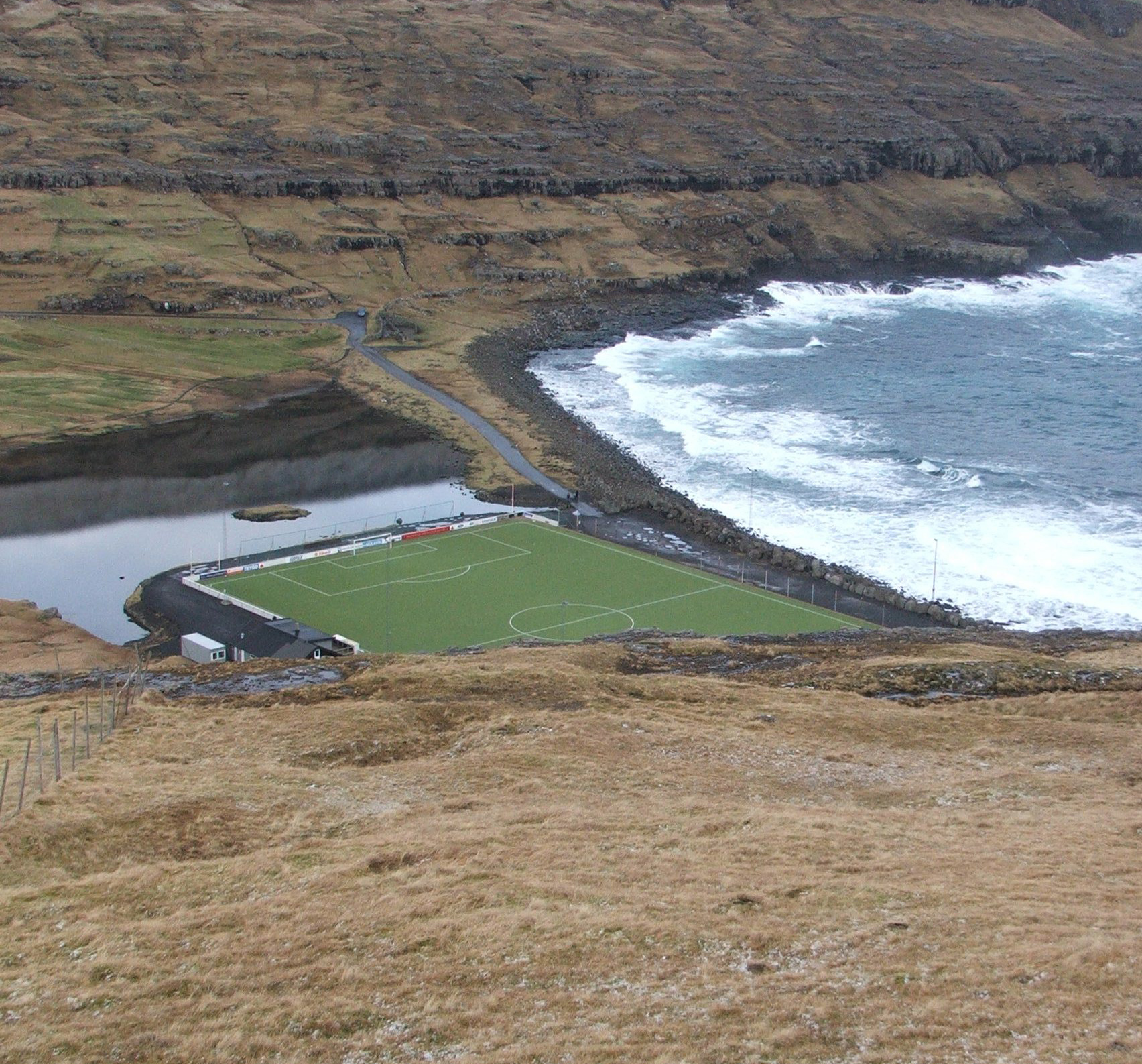
埃伊足球场
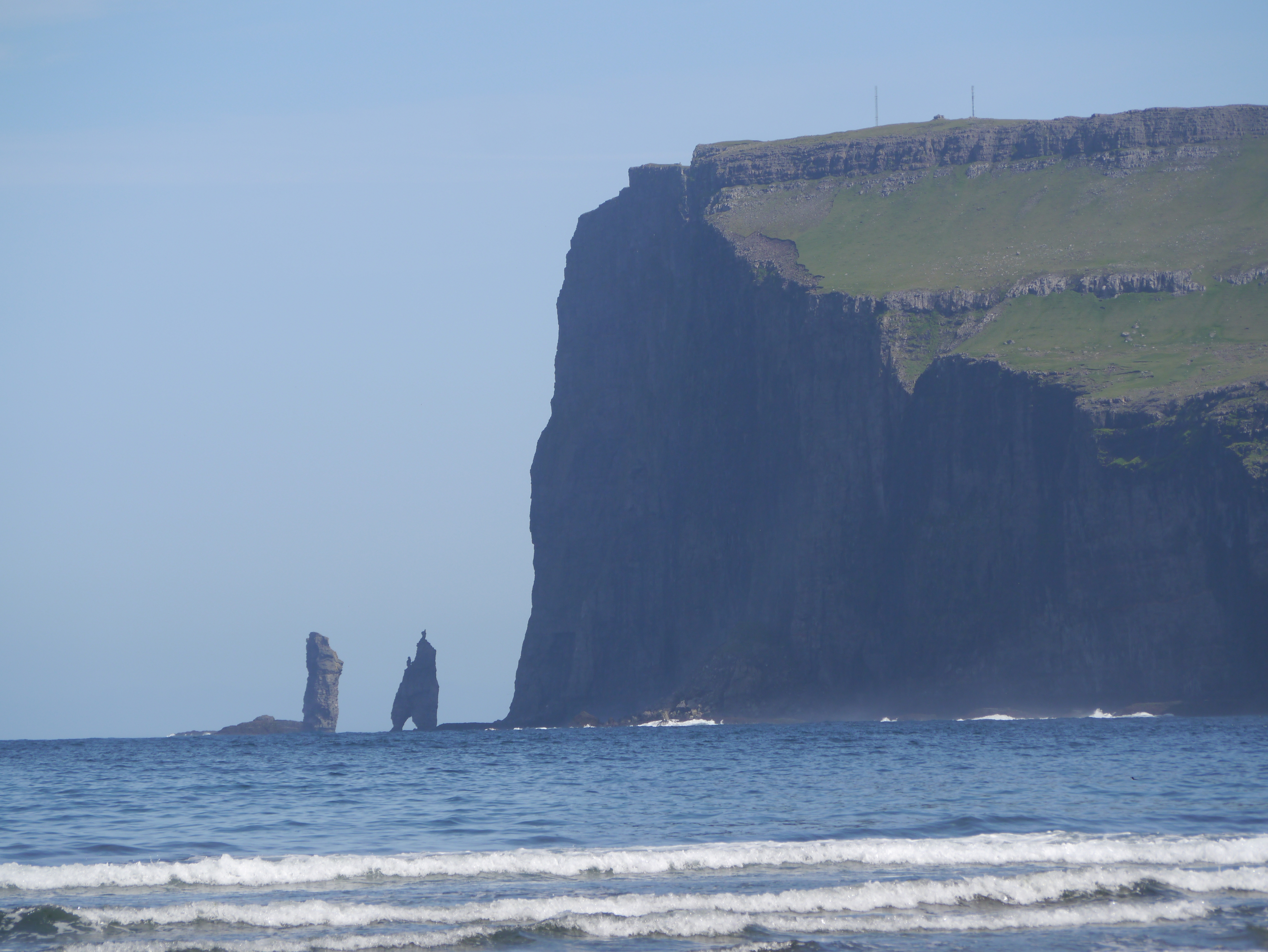
两个海蚀柱
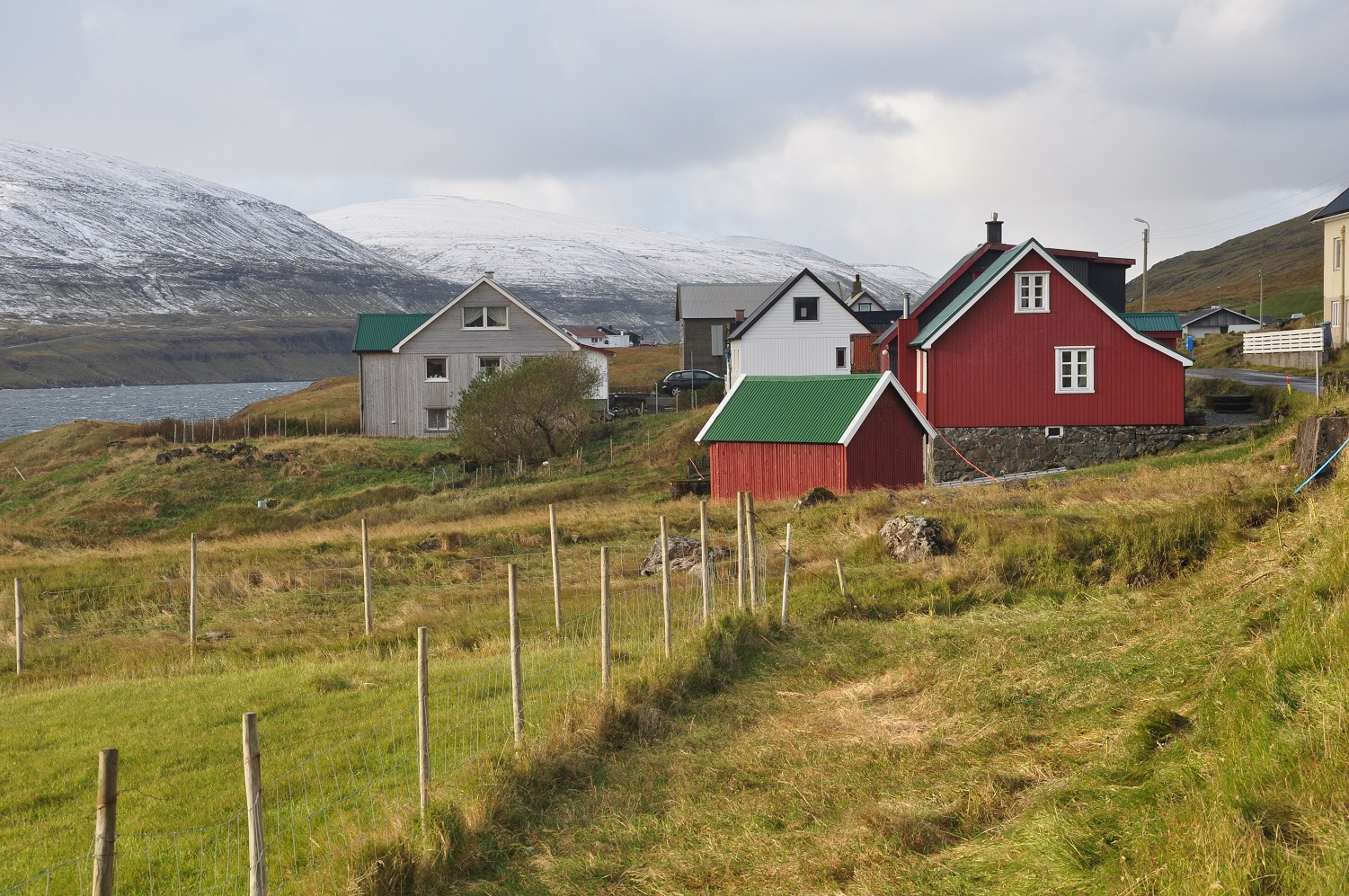
Svináir村
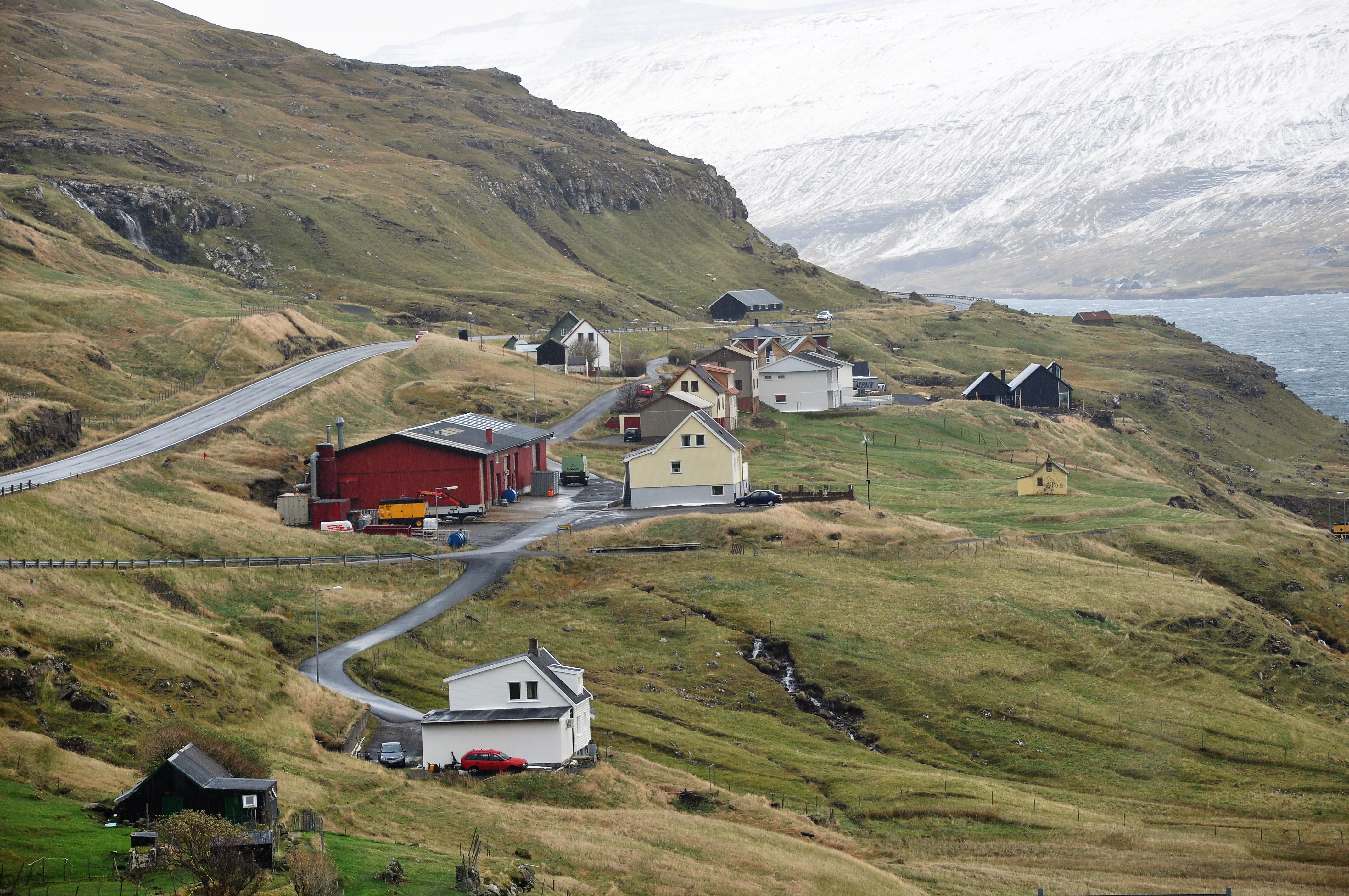
Ljósá村